# Nordiskt Speditörsförbunds Allmänna Bestämmelser
Nordiskt Speditörsförbunds Allmänna Bestämmelser (NSAB) reglerar formen för speditörens och uppdragsgivarens rättigheter och skyldigheter, däri innefattande speditörens ansvar enligt olika transporträttsliga konventioner såsom CIM, CMR, Haag-Visby-reglerna samt Warszawakonventionen. Bestämmelserna är framtagna av Nordiskt Speditörsförbund, en sammanslutning av förbunden i Danmark, Finland, Norge och Sverige som i sin tur ingår i FIATA (Fédération Internationale des Associations de Transitaires et Assimilés), den internationella speditörorganisationen. Den 1 januari 2016 trädde den nya NSAB 2015 i drift som ersatte den tidigare NSAB 2000. I de nya bestämmelserna har det gjorts förändringar för att bättre spegla dagens verksamhet, bland annat har det getts utrymme för sådan logistikverksamhet som inte var så omfattande på 1990-talet. Exempel på det är så kallade uppdrag som tredjepartslogistik (3PL) och fjärdepartslogistik (4PL). En av de största förändringarna inom bestämmelserna rent juridiskt – för svensk del – är att tvister mellan speditören och dess uppdragsgivare framöver ska avgöras i en allmän domstol i det land där speditören har sitt säte. Tidigare har bestämmelserna föreskrivit att tvister ska lösas genom skiljedom.